# Nokia N8
Nokia N8 este un smartphone ce se bazează pe platforma S60 și are sistemul de operare Symbian^3 Anna. Procesorul este un ARM 11 tactat la 680 MHz și cipul grafic Broadcom BCM2727.
Nokia N8 are o cameră de 12 megapixeli, Bluetooth, port Micro-USB, GPS, mufă audio de 3.5 mm și Wi-Fi 802.11 b/g/n.

## Design
Pe dreapta este un rocker de volum, un buton mic pentru a bloca/debloca Nokia N8 și butonul pentru camera foto. 
Pe partea stângă se găsește portul microUSB, care rămâne neacoperit, slotul pentru cartela SIM și slotul pentru card microSD. 

## Multimedia
Camera foto un senzor de 12 megapixeli cu rezoluția maximă de 4000 x 3000 pixeli, lentile Carl Zeiss, bliț Xenon. Are o mufă audio de 3.5 mm, ieșire HDMI cu sunet Dolby Digital Plus și radio FM cu RDS.
Filmarea video este HD Ready cu 24 de cadre pe secundă și pe camera secundară VGA este de 30 de cadre pe secundă.
Player-ul de muzică suportă formatele MP3/WMA/WAV/eAAC+. Player-ul video suportă formatele DivX/XviD/MP4/H.264/H.263/WMV.

## Conectivitate
Smartphone-ul este compatibil 3G, HSDPA și HSUPA. Are Wi-Fi 802.11 b/g/n, Bluetooth 3.0, mini port HDMI.
Transferul de date și sincronizarea se poate realiza cu Micro-USB 2.0. Clientul de E-mail oferă suport pentru Exhange.
GPS-ul suportă A-GPS și funcționează bine cu Ovi Maps.

## Caracteristici
- Ecran AMOLED de 3.5 inchi cu suport până la 16 milioane de culori
- Procesor ARM 11 tactat la 680 MHz
- Memorie internă 16 GB, 256 MB RAM, 512 MB ROM
- Cameră foto de 12 megapixeli cu bliț Xenon și focalizare automată
- Cameră frontală VGA pentru apeluri video
- EDGE, HSDPA, HSUPA
- Wi-Fi 802.11 b/g/n cu tehnologia UPnP
- GPS cu suport A-GPS, Ovi Maps 3.0
- Mufă audio de 3.5 mm
- Sistem de operare Symbian^3 Anna OS, actualizabil la Belle
- Bluetooth 3.0 cu A2DP
- Micro-USB 2.0
- Radio FM Stereo cu RDS
- Mini port HDMI pentru ieșire TV
- Accelerometru, senzor de proximitate, busolă